# The Originals (episodio)
The Originals es el vigésimo episodio de la cuarta temporada y el octagésimo sexto episodio a lo largo de la serie estadounidense de drama y ciencia ficción, The Vampire Diaries. El episodio fue escrito por Julie Plec dirigido por Chris Grismer y fue estrenado el 25 de abril de 2013. El episodio sirve también como un piloto plantado para la serie derivada, The Originals.
Siguiendo una pista misteriosa de que se está gestando un complot en contra él, Klaus viaja a la ciudad que él y su familia ayudaron a construir: Nueva Orleans. La investigación de Klaus le lleva a un reencuentro con su antiguo protegido, Marcel, un vampiro que tiene el control total de los habitantes humanos y sobrenaturales de la ciudad. Decidido a ayudar a su hermano a encontrar la redención, Elijah va en busca de Klaus y pronto se entera de que Hayley también ha llegado al barrio francés en busca de pistas sobre su historia familiar, y ha caído en manos de una poderosa bruja llamada Sophie, quien les revela algo que hace replantearse las cosas a Klaus y que puede volver a unir a su familia. Mientras tanto, en Mystic Falls, Katherine revela una sorprendente vulnerabilidad a Rebekah y le pide que entregue un mensaje a Elijah, mientras que Damon y Stefan continúan con su plan de regresarle la humanidad a Elena.

## Argumento
Stefan y Damon están preocupados por la aparente calma de Elena, quien permanece prisionera en el sótano de la mansión de los Salvatore. Katherine entra a la casa y les dice que Klaus se ha ido para siempre de Mystic Falls. Mientras tanto en Nueva Orleans, Hayley se encuentra con Janne-Anne y le dice que ha estado investigando sobre su familia pero nadie sabe nada. Jane-Anne le dice que eso se debe a que la gente como ella fue desterrada de la ciudad hace muchos años. Cuando Hayley le pregunta a qué se refiere al decir "gente como ella", Jane-Anne le da un mapa y la envía al pantano, donde podrá encontrar a los hombres lobo y le advierte que tenga cuidado y es capaz de tomar algunos cabellos de la chica. Mientras Hayley se dirige al pantano, Jane-Anne y su hermana Sophie llegan al cementerio donde la primera dice que Hayley es la única manera de atraer a Klaus y se dispone a hacer un hechizo. Más tarde, cuando Hayley llega al pantano, Jane-Anne realiza el hechizo. El mapa que le dio a Hayley se incendia y la chica se dispone a salir del lugar pero su auto se avería. Cuando Hayley está llamando por un servicio de grúa, Jane-Anne causa interferencia en el teléfono. Poco después, Hayley se ve rodeada de desconocidos y al mismo tiempo que la bruja apaga una vela, la chica se desmaya a los pies de Sophie.
Tras recibir una carta de Katherine, donde le informa que una bruja llamada Jane-Anne Deveraux está planeando una revolución en su contra, Klaus viaja a Nueva Orleans para averiguar la verdad. Mientras tanto en Mystic Falls, Elijah le explica a Rebekah los motivos de Klaus para viajar a Nueva Orleans. Rebekah le dice a Elijah que espera que las brujas hayan encontrado una forma de matar a Klaus, Elijah revela a Rebekah su intención de viajar a Nueva Orleans para averiguar qué es lo que está pasando, y en su momento decidirá si ayuda a las brujas o a su hermano. De regreso en Nueva Orleans, Klaus se encuentra con Agnes y le pregunta dónde puede encontrar a Jane-Anne. Agnes es capaz de identificar a Klaus como un híbrido y le dice que no conoce a la bruja que busca. Klaus amenaza a Agnes, pero esta le dice que no puede hablar sobre las brujas porque así son las reglas de Marcel y ella las sigue al pie de la letra, entonces Klaus le pregunta en dónde puede encontrar a Marcel.
Klaus llega hasta donde se encuentra Marcel y este último se sorprende al verlo, ya que han pasado más de cien años desde que salió huyendo de la ciudad debido a que Mikael, su padre, los encontró. Klaus le informa a Marcel de la muerte de Mikael y se nota claramente sorprendido de verlo con vida. Marcel revela que Klaus es su maestro, salvador y creador y lo invita a tomar una copa. Klaus advierte que algunos vampiros usan anillos para andar durante el día. Marcel le dice que ha compartido el secreto con los vampiros de su confianza, entonces Klaus le pregunta cómo es que fue capaz de conseguir una bruja dispuesta a realizar el hechizo, Marcel le revela que tiene a las brujas controladas y Klaus le confiesa que está buscando a Jane-Anne Deveraux; entonces Marcel le pide que lo acompañe.
Klaus y Marcel se reúnen afuera con una multitud de vampiros. Marcel coge la rama de un árbol y Thierry lleva a Jane-Anne como prisionera. Marcel la encara y le dice que es acusada de practicar magia más allá de los límites de las reglas establecidas por él mismo. La bruja dice que no hizo nada y Marcel le dice que miente y que a las brujas les molesta que él se entere cada vez que usan magia. Klaus permanece atento a las palabras de Marcel y la bruja lo mira. Marcel le dice a Jane-Anne que le diga qué clase de magia hacía y la tratará con benevolencia, la bruja se niega a hacerlo y el vampiro le corta la garganta con la rama de árbol que tomó. Todos los vampiros reunidos festejan el acto de Marcel mientras Klaus observa el cuerpo sin vida de Jane-Anne. Klaus se vuelve hacia Marcel, molesto y le reclama por asesinar a la bruja cuando sabía que él quería hablar con ella. Marcel le dice que las brujas no tienen permitido realizar magia y debía castigarla y se disculpa por haberla asesinado sin darles tiempo de hablar y le promete averiguar cualquier cosa que la bruja le hubiera dicho. Klaus le dice que ya no importa y cuando Marcel se aleja, intercepta a Thierry preguntándole si existe alguna otra bruja Deveraux.
Klaus llega hasta Sophie y le pregunta qué es lo que Jane-Anne quería de él que hizo que Marcel la asesinara. Sophie advierte a Klaus que está siengo seguido por dos de los hombres de Marcel y no hablará con ellos presentes pues estaría rompiendo las reglas de Marcel y sería la próxima en morir. Klaus se acerca a los dos vampiros y les pregunta si lo están siguiendo. Ellos responden que Marcel dijo que eran su guía de turista, Klaus responde que no necesita ser guiado y si Marcel necesita saber lo que está buscando debería preguntárselo en persona. Sophie sale por la puerta trasera y enciende una veladora, sin embargo, los hombres de Marcel aparecen y le preguntan qué es lo que Jane-Anne quería con Klaus. Sophie les responde que eso es asunto de brujas y que deberían preguntarle a su hermana muerta, entonces, uno de los hombres intenta atacarla pero desaparece, luego su corazón cae al suelo. El otro vampiro intenta atacarla también pero Elijah lo empala. Sophie mira a Elijah asustada, quien le exige que le diga el asunto que las Deveraux tiene con Klaus.
Klaus llega en busca de Marcel y se encuentra con Diego, a quien amenaza con morder si no le dice dónde se encuentra Marcel. Marcel aparece y le pide a Klaus que se calme, entonces, Klaus le pide que deje de poner hombres para que lo sigan y le exige que le diga lo que ha estado haciendo con su ciudad. Marcel le pide que lo siga y lo guía hasta un balcón donde tienen una vista de toda la ciudad, Marcel le explica a Klaus que ha logrado que los humanos miren hacia otro lado, Klaus le pregunta sobre su arma secreta, que ha hecho que las brujas vivan con miedo cuando antes eran una fuerza a tener en cuenta. Marcel le dice que es algo que le da control sobre la magia de la ciudad pero puede que esté exagerando. Klaus se da cuenta de que Marcel consume verbena. Marcel le pide a Klaus que no se enoje por los vampiros que lo seguían, pues lo único que hacían es cuidarlo. Marcel y Klaus ven pasar a Camille sola y Marcel se acerca a ella. Mientras tanto, Elijah aparece en el balcón para hablar con su hermano y pide que lo acompañe, pues acaba de descubrir quién está conspirando en su contra.
Elijah lleva a Klaus hasta el cementerio, donde se reúnen con Sophie, quien le dice a Klaus que está dispuesta a parar a Marcel de hacer lo quiera y asesinar a quien desee y él debe ayudarla. Klaus se niega a seguir escuchando a la bruja, pero Hayley aparece y le pide que lo haga. Sophie explica que las brujas tienen prohibido practicar magia de verdad pero como guardianas del equilibrio, aún pueden sentir cuando la naturaleza tiene algo nuevo preparada y que ella es capaz de sentir cuando una mujer está embarazada. Klaus mira con sorpresa a Hayley, quien le dice que sabe que es imposible que eso haya pasado, entonces Elijah confirma que Hayley está esperando un hijo de Klaus. Klaus argumenta que los vampiros no pueden procrear pero Sophie dice que los hombres lobo sí, y que el embarazo de Hayley es una de las lagunas de la naturaleza. Klaus responde que Hayley debió estar con alguien más y le exige que lo confiesa. Hayley le dice que ha pasado días cautiva en un pantano lleno de lagartos y que si el hijo no fuera suyo ya lo habría confesado.
Sophie les dice que Jane-Anne realizó un hechizo para confirmar el embarazo y que debido a ese sacrificio, las brujas controlan la vida de Hayley y el bebé y si no las ayudan a derrocar a Marcel, entonces Hayley morirá. Elijah les dice que si quieren muerta a Marcel entonces él mismo lo asesinará. Sophie les dice que no pueden asesinarlo todavía pues tiene un plan a seguir y existen ciertas reglas. Klaus se enfurece con la amenaza de Sophie y se dispone a irse cuando Elijah le pide que escuche. Klaus se concentra y es capaz de escuchar el latido del corazón del bebé de Hayley, aun así se niega a ayudar a las brujas y se va, diciendo que no le importa si matan a Hayley y al bebé.
Elijah sigue a Klaus y le dice que ese bebé es una oportunidad para comenzar de nuevo y que pueden tener todo lo que siempre han deseado: una familia. Klaus se niega nuevamente y se va. Elijah llama a Rebekah y le cuenta lo que está ocurriendo en la ciudad. Mientras tanto, Katherine aparece ante Rebekah y le confiesa las motivaciones de Klaus para ser de la forma que es: se siente solo. Por otra parte, Klaus llega hasta Marcel queriendo reclamar lo que una vez fue suyo. Marcel a Klaus que pudo haber ayudado a fundar la ciudad y haber reinado una vez pero lo perdió todo cuando salió huyendo de su padre y ahora él es el rey de la ciudad. Molesto por las palabras de Marcel, Klaus arremete contra Thierry y lo muerde y le dice a Marcel que ha roto sus reglas pues Thierry morirá en unos días y aun así, no puede ser asesinado pues es el híbrido original.
Klaus se encuentra con Camille, mientras observan a un artista callejero terminar una pintura. Camille hace un perfil psicológico sobre el pintor y Klaus se ve reflejado en él y se va. Elijah se encuentra nuevamente con Klaus y le habla sobre el sentido de la familia, Klaus reflexiona un poco las palabras de Elijah y poco después le dice que quiere todo lo que Marcel tiene. Quiere ser rey y todo rey necesita un heredero. Elijah y Klaus van donde Sophie y aceptan aliarse con las brujas. Sophie le explica a Klaus que necesita que se gane la confianza de Marcel para poder echar a andar su plan. Klaus regresa a casa de Marcel, en donde Thierry está agonizando. Klaus deposita un poco de su sangre en una copa y se la da a Marcel, diciéndole que eso curará a Thierry. Marcel le da a beber a Thierry la sangre de Klaus, mientras el híbrido se disculpa por el incidente y le dice que está dispuesto a acatar sus reglas, si le permite quedarse en la ciudad.
Finalmente, Elijah regresa a Mystic Falls y trata de convencer a Rebekah de viajar a Nueva Orleans para tratar de ser una familia unida ahora que un nuevo miembro está en camino. Rebekah se niega y se va, Katherine aparece y le pregunta a Elijah si es verdad que piensa mudarse a Nueva Orleans, dejándola atrás. Elijah responde que sí y que primero está su familia. Mientras tanto, Stefan y Damon le dicen a Elena que harán todo lo posible para devolverle su humanidad y ella los reta a probar quién se quiebra primero.

## Elenco y personajes
| - Nina Dobrev como Elena Gilbert y Katherine Pierce. - Paul Wesley como Stefan Salvatore. - Ian Somerhalder como Damon Salvatore. - Steven R. McQueen como Jeremy Gilbert (crédito solamente). - Kat Graham como Bonnie Bennett (crédito solamente). - Candice Accola como Caroline Forbes (crédito solamente). - Zach Roerig como Matt Donovan (crédito solamente). - Michael Trevino como Tyler Lockwood (crédito solamente). - Joseph Morgan como Niklaus Mikaelson. | - Daniel Gillies como Elijah Mikaelson. - Claire Holt como Rebekah Mikaelson. - Phoebe Tonkin como Hayley. - Charles Michael Davis como Marcel. - Daniella Pineda como Sophie Deveraux. - Leah Pipes como Camille. - Danielle Campbell como Davina. - Callard Harris como Thierry. - Eka Darville como Diego. - Malaya Rivera Drew como Jane-Anne Deveraux. - Karen Kaia Livers como Agnes. |

## Continuidad
- El episodio marca la primera aparición de Marcel, Camille, Davina, Thierry, Diego, Agnes y Sophie y Jane-Anne Deveraux.
- Katherine Pierce fue vista anteriormente en American Gothic.
- Hayley fue vista anteriormente Bring It On.
- Este episodio sirve como piloto para desarrollar una serie derivada, centrada en la familia Original.
- Klaus viaja a Nueva Orleans después de recibir una carta advirtiéndole que se está gestando una rebelión en su contra.
- Elijah decide viajar a Nueva Orleans para ayudar a su hermano contra la rebelión.
- Se revela que los Mikaelson vivieron en Nueva Orleans durante un tiempo.
- Klaus descubre que Marcel, su antiguo protegido ha tomado el control de la ciudad y ha subyugado a las brujas y desterrado a los hombres lobo de la zona, debido a que posee un arma secreta.

- El arma secreta de Marcel, resulta ser Davina, una joven bruja que es capaz de sentir cuando otras brujas practican magia.

- Marcel revela que estudió derecho en la década de los años cincuenta.
- Sophie Deveraux revela que Hayley está esperando un hijo de Klaus.

- El embarazo de Hayley es resultado de un encuentro casual con Klaus ocurrido en Bring It On.
- Se revela que este embarazo fue posible debido a que Klaus pudo romper la maldición que le impedía convertirse en híbrido.

- Sophie amenaza con asesinar a Hayley y su bebé si Klaus no accede a ayudar a las brujas y liga su vida a la de la chica mediante un hechizo para que no puedan asesinarla.
- Klaus muerde a Thierry para demostrarle a Marcel que él es más poderoso.
- Elijah convence a Klaus de aliarse con las brujas y fingir lealtad a Marcel a fin de mantener vivos a Hayley y su bebé, así como para que sea capaz derrocar a Marcel y ocupar su lugar.
- Jane-Anne Deveraux muere en este episodio.

- Jane-Anne es ejecutada por Marcel después de que Davina fue capaz de sentirla realizando un hechizo para capturar a Hayley.

## Versión del director
Durante la Convención Internacional de Cómics de San Diego del 2013, se dio a conocer una versión del episodio en la cual tratan de alejarse de cualquier conexión con la serie madre, por lo que se muestras algunas escenas que fueron eliminadas de la versión emitida. Además, se informó que el primer episodio de la nueva serie contaría los acontecimientos que tienen lugar en el piloto desde el punto de vista de Elijah.

### Diferencias entre ambas versiones
- En The Vampire Diaries, Klaus recibe una carta de Katherine donde le advierte sobre una rebelión gestándose en su contra. En la versión del director, la carta es anónima.
- En la versión del director, Klaus narra el episodio.
- Las escenas de Damon y Stefan tratando de devolverle la humanidad a Elena (al inicio y al final del episodio) son eliminadas, al igual que la escena entre Katherine y Rebekah.
- Elijah comparte una escena con Hayley después de que Klaus se niega a aliarse con las brujas, en donde le promete que hará todo lo posible por cuidar de ella y su bebé.
- La escena donde Klaus llama a Caroline es eliminada.
- En The Vampire Diaries, Elijah regresa a Mystic Falls para convencer a Rebekah de mudarse a Nueva Orleans y tratar de empezar de cero siendo una verdadera familia, Katherine escucha esto y Elijah termina su relación con ella. En la versión del director, la escena con Katherine es eliminada.
- En la versión del director, Marcel y Camille comparten una escena, en donde el vampiro coquetea con la chica.
- En la versión del director, Davina aparece en la escena final y se descubre como el arma secreta de Marcel.

## Desarrollo
En enero de 2013, se dio a conocer que Julie Plec, cocreadora de The Vampire Diaries, estanba desarrollando un posible spin-off titulado The Originals, centrado en la familia Original. Poco después, se dio a conocer que un piloto sería emitido como episodio regular de la cuarta temporada de la serie. Dicho episodio fue emitido el 25 de abril de 2013. El 26 de abril, The CW ordenó oficialmente que se desarrollara una serie para la temporada 2013-2014.

### Producción
El rodaje del piloto comenzó el 5 de marzo de 2013, fue escrito por Julie Plec y dirigido por Chris Grismer. y terminó el 21 de marzo de 2013.

### Casting
Joseph Morgan (Niklaus Mikaelson) estuvo a bordo del proyecto desde el momento de su concepción. El 13 de enero de 2013, TV Guide anunció vía Twitter la participación de Phoebe Tonkin (Hayley); 22 de enero de 2013 fue revelado que Daniel Gillies (Elijah Mikaelson) estaría en el elenco principal. Finalmente, el 13 de febrero se dio a conocer que Claire Holt (Rebekah Mikaelson) se unía al elenco.
La elección de Daniella Pineda como Sophie Deveraux fue anunciada el 1 de febrero. Sophie es descrita como "una joven bruja cuya magia ha sido silenciada pero no se apagó. Una líder atractiva, de lengua afilada y fuerza social, que está en silencio sembrando las semillas de una revolución entre sus compañeros". El 6 de febrero, se dio a conocer que Charles Michael Davis fue elegido para interpretar a Marcel, un vampiro "diabólico y peligroso y que además de ser el antiguo protegido de Klaus, tiene el control absoluto de la ciudad". El 9 de febrero fue anunciada la incorporación de Danielle Campbell como Davina, "una joven de 16 años que practica la brujería, que ha crecido rodeada de protección". Finalmente, Leah Pipes se unió al elenco el 11 de febrero para interpretar a Camille, "una estudiante de psicología fascinada por el estudio de la conducta humana, inconsciente del universo sobrenatural que existe a su alrededor, que tendrá un interés especial en Klaus".

## Recepción

### Respuesta crítica
Eric Goldman de IGN calificó al episodio piloto como grandioso y le otorgó una puntuación de 8.7, comentando: "Bueno, estoy dentro. The Originals fue, por supuesto, un episodio piloto centrado en los personajes y el mundo de un potencial spin-off de The Vampire Diaries en este otoño.  Y en ese aspecto fue un éxito sólido, haciendo un gran trabajo en establecer una nueva dinámica con varios personajes ya existentes -y algunos nuevos".

### Audiencias
El episodio piloto fue visto por 2.24 millones de espectadores de acuerdo con Nielsen Media Research, recibiendo 1.0 millones entre los espectadores entre 18-49 años.